# Antonio Contestabili
Antonio Contestabili, o Contestabile (Piacenza, 26 luglio 1716 – Pontremoli, 15 gennaio 1790), è stato un pittore italiano.

## Biografia
Studiò pittura apprendendo i rudimenti dal nonno e dallo zio anch'essi pittori ed operò poi come pittore, soprattutto nel campo dell'affresco presso chiese dell'Emilia-Romagna e della Toscana.
Non disdegnò comunque la pittura su tela, soprattutto nel campo del paesaggio, e la scenografia in teatri delle regioni suddette.
Fu padre del pittore Niccolò Contestabile.